# OroLogic
 (juillet 2025).
Motif : Où sont les sources permettant de démontrer l'admissibilité de cet éditeur de logiciels ?
- Archive Wikiwix
- Bing
- Cairn
- DuckDuckGo
- E. Universalis
- Gallica
- Google
- G. Books
- G. News
- G. Scholar
- Persée
- Qwant
- (zh) Baidu
- (ru) Yandex
- (wd) trouver des œuvres sur Wikidata

| 1. | Préciser le motif de la pose du bandeau. | Précisez le motif de la pose du bandeau en utilisant la syntaxe suivante : {{admissibilité à vérifier\|date=juillet 2025\|motif=remplacez ce texte par le motif}}             |
| 2. | Informer les utilisateurs concernés.     | Pensez à avertir le créateur de l'article, par exemple, en insérant le code ci-dessous sur sa page de discussion : {{subst:avertissement admissibilité à vérifier\|OroLogic}} |

OroLogic Inc. est un éditeur de logiciels fondé en 1996 à Québec au Canada. OroLogic se spécialise dans le développement et la distribution de logiciels de gestion d'entreprises.

## Logiciels développés par OroLogic
- OroTimesheet est un logiciel de feuilles de temps pour la gestion et le suivi du temps par projet.

- NewWayService est un logiciel de gestion et suivi des appels de service.

- OroMailCenter est un logiciel de gestion et suivi des courriels génériques pour les départements ou groupes de travail.